# Germán Arciniegas
Germán Arciniegas (ur. 6 grudnia 1900 w Bogocie, zm. 30 listopada 1999 tamże) – kolumbijski historyk, eseista, dyplomata i polityk.
Ukończył szkołę prawniczą Narodowego Uniwersytetu Kolumbii w Bogocie w 1924 i już wkrótce potem stał się znaną postacią życia politycznego kraju. Pisał eseje do gazet, a także założył w 1928 czasopismo „Universidad” w Bogocie. W 1939 został dyrektorem gazety „El tiempo”. W latach 1941–1942 oraz 1945-1946 był kolumbijskim ministrem edukacji. Prowadził działalność wykładową na kilku uniwersytetach amerykańskich, m.in. od 1947 do 1957 na Uniwersytecie Columbia w Nowym Jorku. W trakcie swojej działalności publicystycznej i edukacyjnej miał znaczący wpływ na rozwój kulturalny swojego kraju. W 1959 wydał książkę Burzliwe dzieje Morza Karaibskiego, będącą opowieścią o ludziach, którzy tworzyli historię Ameryki Łacińskiej, od Kolumba aż do czasów przekopania Kanału Panamskiego.